# Férfi 10 méteres szinkronugrás a 2017. évi nyári universiadén
A 2017. évi nyári universiadén a műugrás férfi szinkron 10 méteres versenyszámát augusztus 20-án rendezték a University of Taipei (Tianmu) Shih-hsin Hallban.
A szinkrontoronyugrás fináléja az orosz Izmajlov, Slejher kettős győzelmével zárult, melyen mindössze hat páros indult. Az oroszok mögött az ezüstérmet az észak-koreai Hjong Ilmjong (Hyon Il Myong) és I Hjondzsu (Ri Hyon-ju), a bronzot pedig a dél-koreai U Haram (Woo Ha-ram), Kim Jongnam (Kim Yeong-nam) kettőse szerezte meg.

## Versenynaptár
Az időpontok helyi idő szerint olvashatóak (GMT +08:00):
| Dátum                         | Időpont | Forduló |
| ----------------------------- | ------- | ------- |
| 2017. augusztus 20., vasárnap | 16:00   | Döntő   |

## Eredmény
| # | Ország       | Név                                                     | Pontok |
| - | ------------ | ------------------------------------------------------- | ------ |
|   | Oroszország  | Roman Izmajlov / Nyikita Slejher                        | 411,99 |
|   | Észak-Korea  | Hjong Ilmjong (Hyon Il Myong) / I Hjondzsu (Ri Hyon-ju) | 410,70 |
|   | Dél-Korea    | U Haram (Woo Ha-ram) / Kim Jongnam (Kim Yeong-nam)      | 391,26 |
| 4 | Ukrajna      | Olekszandr Horskovozov / Makszim Dolgov                 | 385,71 |
| 5 | Mexikó       | Jahir Ocampo Marroquín / José Balleza Isaias            | 376,44 |
| 6 | Örményország | Vladimir Harutyunyan / Azat Harutyunyan                 | 358,74 |